# Andreas Größler
Andreas Größler (* 1967 in Lampertheim) ist ein deutscher Wirtschaftswissenschaftler.

## Werdegang
Andreas Größler studierte Wirtschaftsinformatik an der Universität Mannheim und in Thessaloniki. Nach seiner Zeit am Industrieseminar der Universität Mannheim, wo er 2000 bei Peter Milling promovierte und sich 2006 im Fach Betriebswirtschaftslehre habilitierte, war er von März 2007 bis Januar 2016 Associate Professor am Methodology Department der Radboud-Universität Nijmegen. Seit Februar 2016 ist er Professor für ABWL und Produktionswirtschaft an der Universität Stuttgart; von 10/2017 bis 09/2019 und von 10/2021 bis 09/2024 war er dort Geschäftsführender Direktor des Betriebswirtschaftlichen Instituts.

## Forschung
Größlers Forschung konzentriert sich auf nachhaltiges Wertschöpfungsmanagement, Entscheiden in dynamischen Systemen und System Dynamics. Von 2015 bis 2024 war er im Vorstand der Deutschen Gesellschaft für System Dynamics e.V., zuletzt als Präsident der Vereinigung. Seit 2021 ist er Verantwortlicher Herausgeber der internationalen Fachzeitschrift System Dynamics Review.

## Veröffentlichungen (Auswahl)
- Policies, Politics, and Polity. In: Systems Research & Behavioral Science. Volume 27, Number 4, 2010, S. 385–389.
- An Exploratory System Dynamics Model of Strategic Capabilities in Manufacturing. In: Journal of Manufacturing Technology Management. Volume 21, Number 6, 2010, S. 651–669.
- mit S. Miczka: Merger Dynamics: Using System Dynamics for the Conceptual Integration of a Fragmented Knowledge Base. In: Kybernetes – The International Journal of Cybernetics, Systems and Management Sciences. Volume 39, Numbers 9/10, 2010, S. 1491–1512.
- The Development of Strategic Manufacturing Capabilities in Emerging and Developed Markets. In: Operations Management Research. Volume 3, Number 2, 2010, S. 60–67.
- mit A. Zock: Supporting Long-term Workforce Planning with a Dynamic Aging Chain Model – a case study from the service industry. In: Human Resource Management. Volume 49, Number 5, 2010, S. 829–848.
- mit J.-H. Thun, P. M. Milling: System Dynamics as a Structural Theory of Strategic Issues in Operations Management. In: Production and Operations Management. Volume 17, Number 3, 2008, S. 373–384.
- Von Hockeyschlägern, Trägheit und unerwünschten Lösungen: Recruiting als dynamisch komplexes Problem. In: Zeitschrift für Führung und Organisation. Number 2, 2008, S. 74–78.
- A Dynamic View on Strategic Resources and Capabilities Applied to an Example from the Manufacturing Strategy Literature. In: Journal of Manufacturing Technology Management. Volume 18, Number 3, 2007, S. 250–266.